# Лиха доля
«Лиха доля» — радянський чорно-білий телефільм 1969 року, знятий режисером Мирославом Джинджиристим на студії «Укртелефільм».

## Сюжет
За мотивами п'єси Михайла Старицького «Циганка Аза». Циган Василь полюбив українську красуню Галю. Забув кочове життя, матір, циганку Азу — і вирішив заради Галі залишитися на селі. Галя, не послухавши батька, виходить за Василя заміж. Але мине час і Василь занудьгує за табором.

## У ролях
- Ольга Місевра — Аза
- Яків Сиротенко — Василь
- Галина Демчук — Галя
- Аркадій Гашинський — Апраш
- Володимир Горобей — Панас
- Нонна Копержинська — Гордиля
- Олексій Давиденко — Лопух
- Анатолій Скибенко — староста
- Борис Лук'янов — пан
- К. Губар — епізод
- Петро Бондарчук — епізод
- М. Нижник — епізод
- Марія Самосват — епізод
- Федір Брайченко — епізод
- Микола Задніпровський — епізод
- Юнона Яковченко — Феся
- Микола Яковченко — сват
- Михайло Крамар — Роман, син старости
- Семен Лихогоденко — сват
- Євген Шах — Пилип, брат Галини
- Олег Шаварський — Денис, брат Галини
- Галина Сліпенко — епізод

## Знімальна група
- Режисер — Мирослав Джинджиристий
- Оператор — Сергій Ревенко
- Композитор — Всеволод Рождественський
- Художник — Юрій Шишков